# ライトグライダー
ライトグライダー
1902 グライダー
- 用途：試験機
- 分類：滑空機
- 製造者：ライト兄弟
- 運用者：ライト兄弟

ライトグライダー（Wright Glider）とは、有人動力飛行を目指したライト兄弟が世界初の飛行機であるライトフライヤー号に先行して製作した3機のグライダーである。兄弟は動力機開発の前にまずグライダーでの操縦系統と操縦方法の開発を意図していた。予備試験機として凧も1機作られている。兄弟はライトグライダーシリーズの開発中に既存の航空力学の知見では不十分であることを悟り風洞実験を開始している。なお、ライトフライヤー号が初飛行した後の1911年に、既に動力機として完成していた機体からエンジンを撤去してグライダー化したものについても本項で記述する。

## 1899 凧
この凧は翼長が1.5mしかなかった。パイロットを乗せるには小さすぎたが、飛行制御に関する問題を解決する上で不可欠な「たわみ翼」のテストには十分であった。このテストの結果は、グライダーの開発に役立つことになった。

## 1900 グライダー
最初の機体「1900グライダー」は、オットー・リリエンタールの表に記述されたデータを元にしたものであった。ライト兄弟は気象観測データを元に自転車ショップを営んでいた居住地デイトン (オハイオ州)からノースカロライナ州キティホークへ旅行した。最初にウィルバーが9月12日に到着。飛行場所に選定したキティホーク近郊のキルデビルヒルズの砂丘地での1900年10月5日から18日にかけてのテストでは、期間の大半をグライダーとしてではなく凧としてテストを行うことになった。地上からロープで飛行制御を行った際、たわみ翼による機体の反応は良かったものの、事前に計算していた揚力は得られなかったのである。そのため、人を乗せて自由に滑空させることができたのは一日だけ、僅か十数回に過ぎず、彼らは最後の飛行が終わると着陸地点にそのまま機体を放棄してしまった。兄弟は10月23日に当地を去った。放棄された機体の布地は協力者であったキティホークの郵便局長ビル・テイトの娘の服地となった。残りは1901年7月に強風で吹き飛ばされ、二度と見ることはできなかった。

## 1901 グライダー

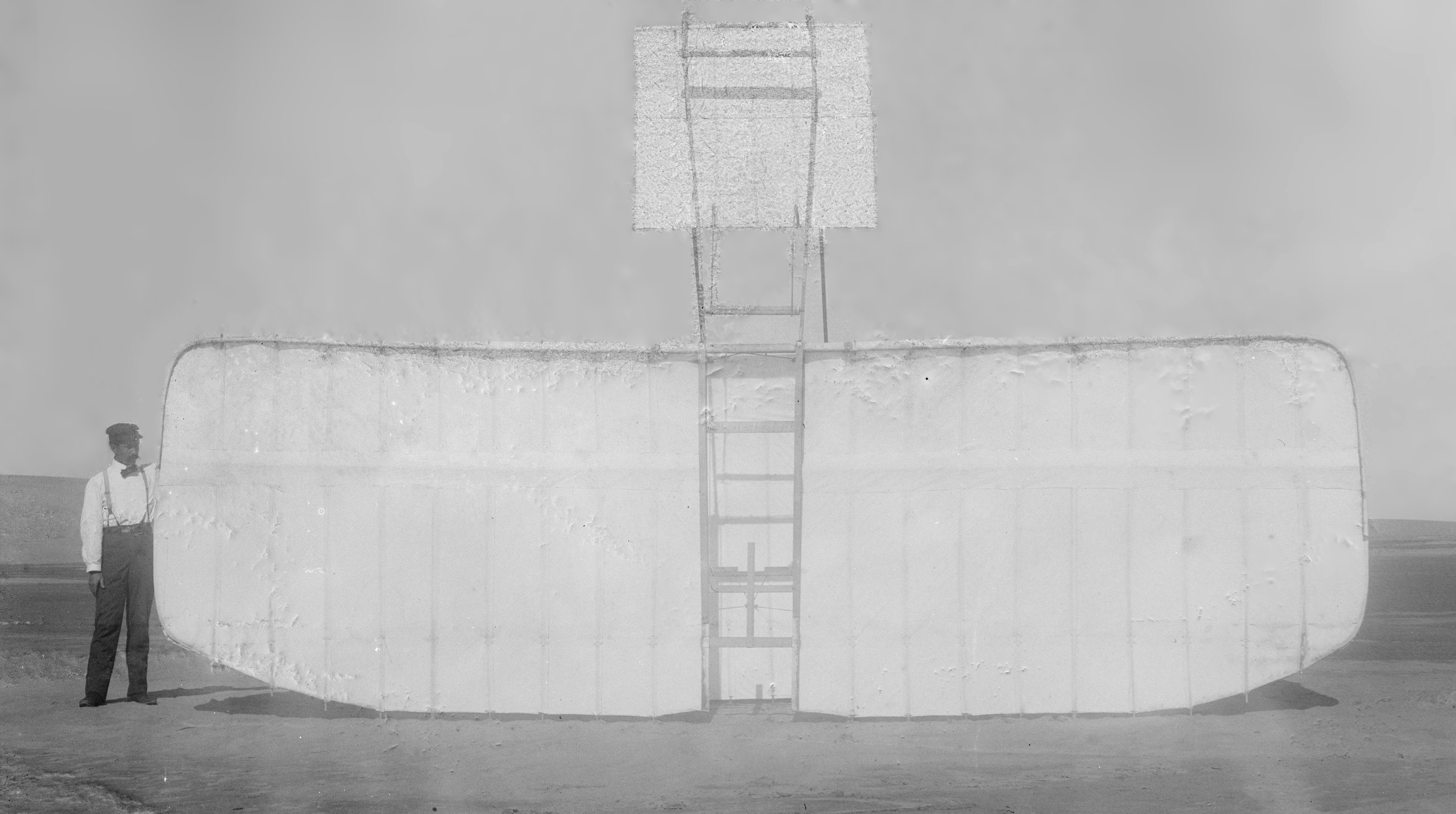
弟のオーヴィルと1901グライダー。写真上部が機首である。

「1901グライダー」は2番目の試験機である。1900グライダーに類似していたが、翼は大きくなっていた。1901年7月27日に初飛行を行い、同年8月17日にその役目を終えている。この短い期間に、凧としてのテストに加えて50から100回にも及ぶ有人飛行が行われた。
しかしこの機体には、パイロットの重さでリブが曲がり、翼型が変化してしまうという問題があった。兄弟は問題の修正を行ったが、それでもまだ揚力は不足しており、たわみ翼はグライダーを意図した方向とは逆の方向に向けてしまうことが何度もあった。テスト終了後はキルデビルヒルズに自作した格納庫にグライダーを保管したが、後日建物が暴風によって深刻な被害を受けてしまった。主翼の支柱部分は1902グライダーに再利用できたものの、残りの部分は廃棄するしかなかった。

## 1902 グライダー
「1902グライダー」は3番目の試験機である。ライト兄弟のグライダーでは初めてヨー・コントロール（左右の首振り運動の制御）を採用した機体で、この設計はそのままライトフライヤー号に引き継がれることになった。
彼らは1901年の年末から1902年の年始にかけて、デイトンの自宅で1902グライダーの設計を行った。この設計は自作の風洞を用いた詳細なテストデータを基にしたものである。多くの部品は自宅で製作され、1902年9月にキルデビルヒルズで組み立てが完了した。
1902年9月19日にテストが始まり、それから5週間の間に700回から1,000回の有人飛行テストが行われた（ライト兄弟によると推測されるもの。彼らは詳細な記録を残していないため）。テスト中の最長飛行距離は189.7m、飛行時間は26秒であった。
1903年、ライトフライヤー号のテストのためにキルデビルヒルズへやってきた兄弟は、操縦技術を磨くため1902グライダーを格納庫から出して飛行させた。ライトフライヤー号による歴史的な初の動力飛行は1903年12月17日であった。1902グライダーは彼らがクリスマスで家に帰る際に再び格納庫に収納された。その後兄弟は飛行をデイトンのハフマンプレーリーで行っていた。次に兄弟がキルデビルヒルズを訪れたのは1908年、改良されたライトフライヤー3号のテストの時であったが、格納庫は既に崩壊しており中にあったグライダーも破壊されていた。

### レプリカ
1902グライダーはいくつかレプリカが作られており、1934年にはオーヴィル・ライトの協力を得てアメリカ陸軍航空隊が2機製造している。このうち1機はライト兄弟メモリアルのビジターセンターに保存され、もう1機は事故により失われている。
1980年、熱心なファンの手で1902グライダーの飛行可能なレプリカが作られ、多くの映画やテレビドキュメンタリーに出演、1986年にはオムニマックスにも登場した。また、ニューヨーク州エルミラのナショナル・ソアリング博物館にも1902と1911グライダーのレプリカが展示されている。

### スペック

#### 概要
- 乗員：1名
- 全長：4.9 m
- 翼長：9.8 m
- 全高：2.4 m
- 翼面積：28.3 m2
- 空虚重量：53 kg

#### 性能
- 飛行距離：189.7 m

## 1911 グライダー
1911年、オーヴィルは友人のアレク・オグリビーを伴って、新たなグライダーと共にキルデビルヒルズへやってきた。このグライダーには、昇降舵と言うよりもむしろ現代からの視点で言う所の「従来型の水平尾翼」が装備されていた。パイロットも、旧型のグライダーのようにうつ伏せで架台に横たわるのではなく、座席に座って「手で」操作するスタイルとなっていた。1911年10月24日、オーヴィルは合成風力65km/hでキルデビルヒル砂丘上空を9分45秒にわたって滑翔、1903年1月に1902グライダーで達成した1分12秒の記録を破ることに成功しグライダーの滞空時間世界記録を樹立した。

### 概要
- 乗員：1名
- 全長：6.5 m
- 翼長：9.8 m
- 全高：不明
- 翼面積：28 m2
- 空虚重量：53 kg